# 于蒂爾勒拉山
72°15′S 0°27′W / 72.250°S 0.450°W
于蒂爾勒拉山（德語：Jutulrøra）是南極洲的山峰，位於毛德皇后地的瑪塔公主海岸，處於斯特勞姆斯沃拉山以南11公里，屬於斯維爾德魯普山脈的一部分，由德國的探險隊拍攝空中照片，現時由南極條約體系管理。

## 外部連結
. . United States Geological Survey.   [2013-04-10].